# Pterolophia beccarii
Pterolophia beccarii là một loài bọ cánh cứng trong họ Cerambycidae.